# Štěpán I. (papež)
Svatý Štěpán I. († 2. srpna 257) byl 23. papežem katolické církve od 12. května 254 do 2. srpna 257.

## Život
Štěpán I. byl patrně původem Řek, ale již narozený v Římě. Jeho otec se jmenoval Jovius. Štěpán byl jáhnem spravujícím jeden ze sedmi římských církevních obvodů a jako budoucího papeže jej označil již jeho předchůdce Lucius I.
Štěpán I. byl papežem v poměrně klidné době vlády císaře Valeriána, a mohl se tak věnovat vnitřním záležitostem církve. Velmi energicky se snažil prosazovat nadřazenost Říma nad ostatními křesťanskými obcemi. Základní spor, který svatý Štěpán vedl zejména se svatým Cypriánem a některými biskupy z Asie a Afriky, spočíval v tom, zda je platný křest udělený kněžími, kteří byli jako heretici vyobcováni z církve. Marcian, biskup v Arles, dokonce odmítal takovým osobám udělit svaté přijímání. Štěpán rozhodl ve prospěch těchto věřících a Marciana a některé další biskupy odvolal z funkce. V této souvislosti se uvádí jeho památná věta, která se zařadila mezi často citované výroky: „Nihil innoventur, nisi quod traditium est“ (Žádné novoty, držte se tradice) a možná formovala i základní stanovisko církve na několik století dopředu.
Podle legendy se 2. srpna 257 shromáždili věřící na mši v katakombách Lucinie. Když Štěpán usedl na papežský trůn, vtrhli do katakomb římští vojáci a Štěpána sťali. Až do 18. století bylo křeslo uchováváno stále se stopami krve. Jiné věrohodné prameny však tuto událost nepotvrzují. Patrně došlo k záměně osob se Štěpánovým nástupcem Sixtem II., který se prokazatelně stal jednou z prvních obětí pronásledování křesťanů v roce 258.
Sv. Štěpán I. byl původně pohřben v Kalixtových katakombách. Papež svatý Pavel I. (757–767) však nechal jeho tělo přenést do kláštera San Silvestro in Capite.
Katolická církev uctívá památku sv. Štěpána 2. srpna.